# Recettear: An Item Shop's Tale
"Recettear: An Item Shop's Tale" es un videojuego de "rol" de desarrollo indie realizado por la empresa nipona "EasyGameStation". Fue lanzado el 10 de septiembre del año 2010 al mercado (en NA y EU). Recettear es el primer juego indie japonés que es distribuido a través de Steam. Aunque Carpe Fulgur solo esperaba unas 10.000 ventas del título en los mercados occidentales, el juego tuvo una gran acogida por parte de la crítica y su reputación se extendió a través del boca a boca, lo que llevó a más de 300.000 ventas en septiembre de 2013. El juego vendió más de 500.000 unidades en Steam, a fecha de julio de 2017. El éxito de Recettear ayudó a allanar el camino para que más juegos doujin llegaran a los mercados internacionales.

## Argumento
El juego nos narra la historia de una pequeña niña, "Recette Lemongrass", la cual tendrá que colaborar con el hada "Tear" para hacer frente a las deudas dejadas por su padre tras la desaparición del mismo. Este ser mágico propondrá a la protagonista abrir una tienda de objetos para hacer frente al problema que enfrenta.  

## Jugabilidad / Sistema de juego / Modo de juego
Tiene lugar en un entorno de fantasía, y pone al jugador en el papel de Recette Lemongrass, la hija de un comerciante que se ha marchado para ser un aventurero pero que ha desaparecido misteriosamente. Como su padre tenía una gran deuda con Terme Finance, el hada representante de Terme, Tear, la obliga a reconstruir su casa y convertirla en una tienda de objetos para pagar la deuda. Recette reabre la tienda como Recettear, una mezcla de ambos nombres. Recette adopta el eslogan "¡Capitalismo, ho!" mientras el jugador continúa con la historia. La historia del juego se presenta a través de diálogos de texto y "sprites" bidimensionales, algo parecido a una novela visual. Hay algunas líneas habladas ocasionalmente en japonés, que permanecen sin traducir en la versión inglesa.
El juego está estructurado en ciclos diarios, con el objetivo de haber pagado la deuda de 820.000 píxeles (la moneda del juego) al final de un mes. El tiempo pasa cuando el jugador maneja la tienda, va de aventura en busca de objetos, o vuelve a la tienda después de visitar otras tiendas o gremios en la ciudad, lo que limita el número total de actividades que se pueden hacer en un día.
Además, el juego cuenta con una mecánica de regateo. Gracias a la misma el jugador negociará con los clientes interesados en ciertos productos para así obtener dinero para saldar la deuda y puntos para mejorar la tienda.
A la hora de irse de aventura, el jugador podrá reclutar un miembro del gremio de aventureros para obtener bienes para su tienda. El jugador sólo tiene acceso a un aventurero al principio del juego, pero a medida que éste avanza, puede acceder a nuevos miembros del gremio con diversas habilidades y destrezas. Gracias a la magia de Tear, Recette es invulnerable en la mazmorra pero no puede interactuar con las criaturas que hay en ella, y en su lugar vigila al aventurero, ayudándole a recoger los objetos que dejan caer las criaturas o suministrándole objetos curativos. El jugador tiene una cantidad limitada de almacenamiento que puede llevar de la mazmorra, y en caso de que el aventurero se caiga y no pueda ser curado, el jugador debe dejar caer la mayor parte de su inventario para permitir que Recette lleve al aventurero fuera de la mazmorra. Cada mazmorra presenta un número de niveles generados aleatoriamente, junto con una sala del tesoro final a una profundidad específica. Los objetos que se encuentran en las mazmorras pueden usarse como equipo para el aventurero, venderse en la tienda o combinarse con otros objetos para obtener bienes más útiles y valiosos. El aventurero gana puntos de experiencia y sube de nivel a medida que mata monstruos, lo que hace que el personaje sea más eficaz en las mazmorras más profundas.
La partida acaba si el jugador no es capaz de saldar la deuda en el plazo establecido. Al completar el juego se desbloquean otros dos modos de juego: "Modo sin fin" y "Modo supervivencia".

## Desarrollo
El juego fue desarrollado por la empresa EasyGameStation y lanzado inicialmente en Japón. Posteriormente, y con la ayuda de Carpe Fulgur, el juego obtendría su traducción al inglés para así poder ser comercializado fuera de tierras niponas.
Los dos miembros de Carpe Fulgur, Andrew Dice y Robin Light-Williams, se pusieron en contacto con la desarrolladora del videojuego para realizar el trabajo puesto que vieron potencial en el juego debido a la buena fama del mismo en Japón. La desarrolladora japonesa estaba ansiosa por expandir su producto a occidente.
El proceso de traducción se alargó durante unos cuatro meses y se estimó un coste de menos de 10.000 dólares.

## Recepción y crítica
El lanzamiento de Recettear en Occidente fue bien recibido por la crítica, que consideró el juego como un título sorpresa. The Metro reconoció que, aunque la idea de un juego en torno a la gestión de una tienda podría ser la "actividad más aburrida posible", la gestión de tiendas de Recettear es una "actividad extrañamente satisfactoria", con algunos aspectos profundos de la jugabilidad que no son evidentes en una primera partida. Quintin Smith, de Eurogamer, consideró que la actividad de gestión de tiendas es bastante adictiva, similar a "una pequeña sesión de juego, en la que una confluencia de factores puede hacer que tengas el mejor o el peor día de tu vida", lo que lleva al jugador a jugar "sólo un [turno] más". Richard Cobbett, de PC Gamer, señaló que "aunque te pasas la mayor parte del juego haciendo exactamente las mismas cosas sencillas, hacerlo se convierte rápidamente en una burbuja espumosa y capitalista". Charles Onyett, de IGN, señaló que, una vez que el jugador ha aprendido los hábitos de los distintos personajes, el regateo de precios "degenera en un ejercicio irreflexivo y mecánico", pero las fluctuaciones aleatorias del mercado, como resultado de los acontecimientos noticiosos o las tendencias, ayudan a mantener el interés de las compras.
Los críticos tuvieron opiniones encontradas sobre los aspectos de exploración de las mazmorras. Smith alabó la exploración, considerándola "más competente que cualquier número de juegos [que él] pudiera mencionar", citando el control del personaje de la aventura y los patrones de ataque únicos de los enemigos . Otros encontraron el rastreo de mazmorras algo repetitivo y difícil por la aleatoriedad de la creación de mazmorras. Onyett consideraba que "el combate puede volverse cansinamente repetitivo en las fases posteriores" con mazmorras más grandes, pero que se ajustaba adecuadamente a los propósitos de Recettear
La traducción al inglés realizada por Carpe Fulgur ha sido alabada por todos. Onyett dijo que la traducción estaba "muy bien hecha", con "un tono burbujeante y a menudo divertido, como el de un tablón de anuncios de Internet", y que encaja bien con los distintos elementos del juego. Smith calificó la traducción de Carpe Fulgur como "un trabajo fantástico", que ayudó a crear el mundo y los personajes hasta el punto de que se preocupó lo suficiente por ciertos personajes como para querer restarles importancia en las ventas a pesar de la premisa del juego. En la reseña de The Metro se afirmó que "la traducción es magnífica y está casi a la altura de éxitos de género como Disgaea y Paper Mario".
En el Independent Games Festival de 2011, Recettear recibió dos menciones honoríficas en las categorías de Gran Premio Seumas McNally y Excelencia en el Diseño.